# 毛桤木
毛桤木（学名：Alnus lanata）是桦木科桤木属的植物，为中国的特有植物。分布于中国大陆的四川等地，生长于海拔1,600米至2,300米的地区，多生长在林中，目前尚未由人工引种栽培。